# 瓦姆-彭代省
瓦姆-彭代省 （法語：Prefecture d'Ouham-Pendé）是中非共和国16省之一，首府博祖姆。2005年至2008年期间，政府軍洗劫了該省的幾個城鎮，武装土匪又殺死了一些城鎮的男性，導致該省出現了幾座鬼城。